# Boléro
Boléro je orkestralno djelo koje je skladao Maurice Ravel. Iako je primarno napisano kao balet, djelo, koje je praizvedeno 1928., danas je Ravelovo najpoznatije djelo.
Prije Boléra, Ravel je već skladao balete, suite za balete i kraća plesna djela. Osim interesa za skladanje djela za pozornicu, Ravel se zanimao i za skladanje restiliziranih plesova.
Boléro predstavlja Ravelovu preokupaciju restiliziranjem plesa. Ovo je također jedno od posljednjih djela koje je skladao prije nego što ga je bolest prisilila na preranu mirovinu. Nakon Boléra skladao je još samo 3 skladbe.
Najpoznatiju izvedbu Boléra ostvarili su Christopher Dean i Jayne Torvill, britanski klizački par.
Oni su na XIV. Zimskim olimpijskim igrama u Sarajevu izveli najbolje ocijenjeni nastup u cijeloj povijesti te discipline.

## Vanjske poveznice
- Diskografija